# Port morski Nowa Pasłęka

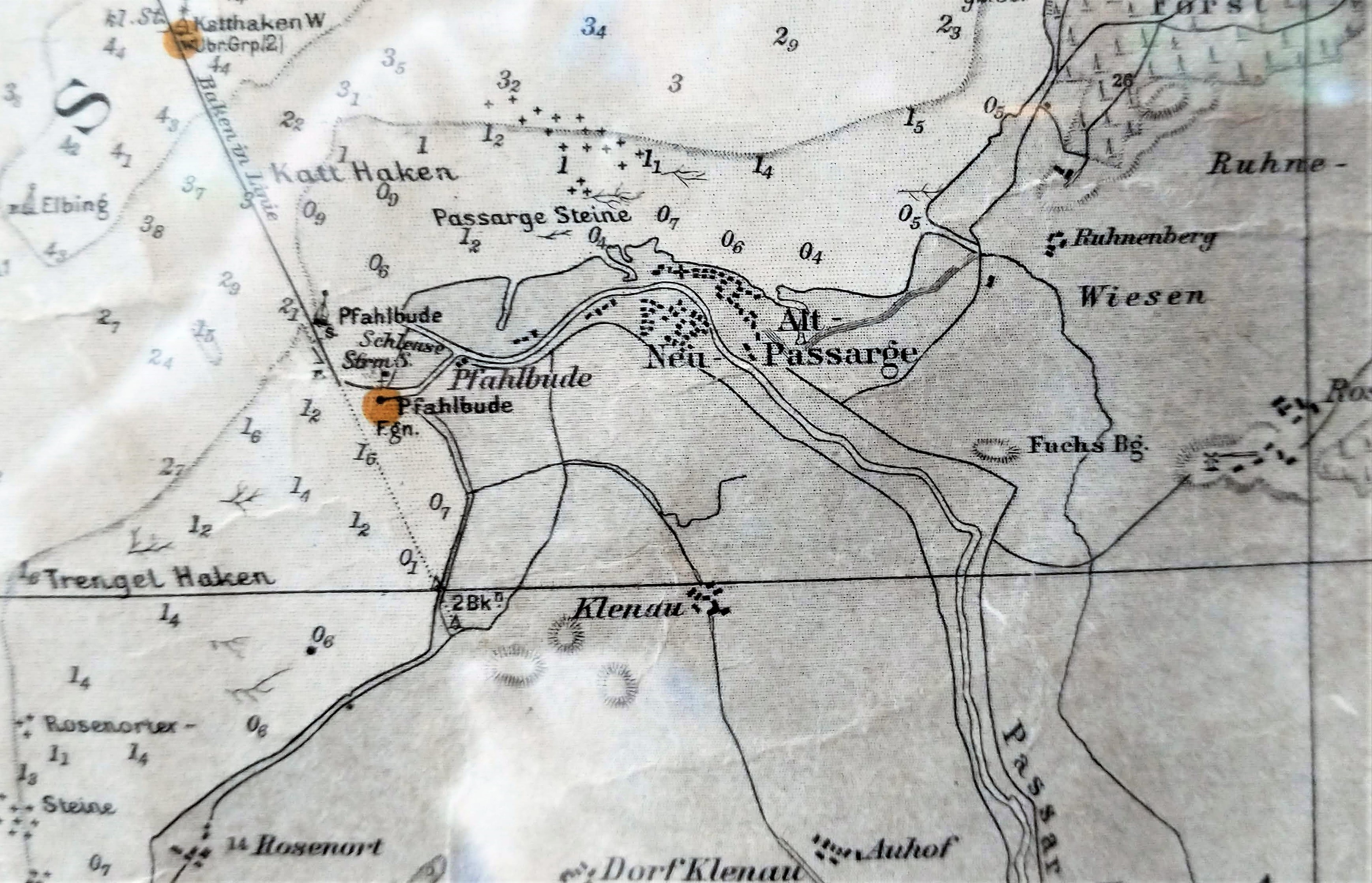
Mapa Zalewu Wiślanego z 1902

Port morski Nowa Pasłęka – mały port morski nad Zalewem Wiślanym na Warmii, położony w woj. warmińsko-mazurskim, w gminie wiejskiej Braniewo, przy osadzie Ujście. Leży na kanale odchodzącym od rzeki Pasłęki, który wpada do Zalewu. W środowisku żeglarskim nazywany był potocznie Nową Fundlandią.

## Położenie
Port w Ujściu znajduje się na południowym wybrzeżu Zalewu Wiślanego, zwanym Wybrzeżem Staropruskim, w północno-zachodniej części woj. warmińsko-mazurskiego. Wbrew nazwie określanej przez Urząd Morski w Gdyni, port leży przy osadzie Ujście, a nie we wsi Nowa Pasłęka, która jest położona powyżej ujścia rzeki Pasłęki. W Nowej Pasłęce na rzece Pasłęce znajduje się baza kutrów rybackich.
Port jest usadowiony na kanale wodnym odchodzącym od rzeki Pasłęki w jej ujściowym odcinku.
Granice portu zostały określone przez Ministra Żeglugi i Gospodarki Wodnej w 1959 roku, gdy owa miejscowość nazywała się Pasłęka.

## Infrastruktura
Do portu prowadzi tor podejściowy o głębokości technicznej 1,3 m, szerokości w dnie 20 m oraz długości 0,5 km.
Port Nowa Pasłęka posiada dwa falochrony zewnętrzne: północny o długości 307,3 m oraz południowy o długości 121 m. Ostroga wejściowa południowa ma długość 190 m. W osi toru podejściowego znajduje się kamienna grobla będąca przedłużeniem północnego falochronu. Przy normalnym i wysokim stanie wody jest ona częściowo niewidoczna.
Basen portowy ma powierzchnię 1,1650 ha.
Długość umocnienia brzegu strony południowej portu powinno wynosić 240 m, a umocnienie brzegu w rejonie śluzy 50 m.
Ruchem statków kieruje Bosmanat Portu Nowa Pasłęka. Infrastrukturą portową administruje Urząd Morski w Gdyni.
Miejscowe statki rybackie pływają z sygnaturą PAS na burcie.